# Scipio Africanus
Publius Cornelius Scipio Africanus (235-183 TCN), cũng gọi là Scipio Africanus và Scipio Già, hoặc Scipio Africanus Già, là nhà chính trị, quân sự La Mã. Ông được ghi nhận là một trong những bậc tướng tài của La Mã, nổi bật với những chiến thắng trước quân đội Carthage trong chiến tranh Phoenicia lần thứ hai, điển hình là trận chinh phục bán đảo Tây-Bồ (207 trước Công nguyên) và trận Zama đánh bại triệt để Hannibal, tướng giỏi nhất Carthage (202 trước Công nguyên).
Scipio được nhân dân La Mã mến mộ vì những chiến công đánh Carthage nhưng bị các chính khách khác ganh ghét. Cuối đời, Scipio bị cáo buộc tham nhũng và phản bội. Thực ra đây là những lời cáo buộc vô căn cứ chỉ để hạ thấp ông trước dư luận. Scipio giận họ vô ơn, nên rời Roma về ẩn dật đến chết.

## Tiểu sử

### Thời niên thiếu
Danh tướng Publius Cornelius Scipio, sau này mang tên hiệu Africanus nhờ chiến thắng oanh liệt của ông, ông cũng là người lập nên nhánh Africanus của dòng họ Scipiones Cornelii, và ông được sinh ra bởi mổ đẻ, với tư cách là thành viên của nhánh Scipio của dòng họ Cornelia. Năm sinh của ông được tính toán từ một loạt các ghi chép được thực hiện bởi nhiều sử gia cổ đại khi ông được bao nhiêu tuổi khi sự kiện nào đó trong cuộc sống của ông đã xảy ra. Các ghi chép tất cả dường như đồng ý: nếu ông 17 tuổi khi ông đã dẫn đầu một đội quân để giải cứu cha mình trong trận Ticinus (218 TCN), và 24 tuổi khi ông tình nguyện để tiếp nhận quân đội ở Hispania khi không ai có thể (211 TCN), sau thất bại và cái chết của chú và cha ông, hai quan chấp chính, và 27 tuổi khi ông đã dẫn đầu một chiến dịch chiến thắng tấn công thành phố Tân Carthage trên bờ biển của Hispania (209 TCN), do đó ông phải được sinh ra vào khoảng năm 236 / 5, thường được coi là năm 236 trước Công nguyên. Năm thứ 517 từ ngày thành lập của Rome.
Một số tổ tiên của ông đã nhận chức chấp chính quan, và Ông cố của ông, Lucius Cornelius Scipio Barbatus, đã là quý tộc năm 280 trước Công nguyên. Gia tộc Cornelii được coi là một trong sáu tộc lớn gồm gia đình-những gia tộc khác là Manlii, Fabii, Aemilii, Claudii, và Valerii-và vào thời Scipio Africanus sống, gia tộc Scipiones có lẽ nổi bật nhất của chi nhánh, ít nhất trong sự nhận thức muộn màng của các sử gia, những người có chỉ có ghi chép về gia đình và sự nghiệp của ông.
Scipio là con trai cả của Publius Cornelius Scipio - Pháp quan và quan Tổng tài - và vợ ông này là Pomponia - bà xuất phát từ một gia đình Kỵ sĩ nổi tiếng và có gốc dân thường. Ông có một em trai, Lucius Cornelius Scipio Asiaticus, và một người bạn từ thời niên thiếu, Gaius Laelius - người đã phục vụ với ông trong quân đội.

### Sự nghiệp quân sự thời kì đầu
Thời thơ ấu của Scipio có thể được coi là đã chấm dứt với việc gia nhập vào quân đội của ông. Ngay thời trẻ, Scipio đã tham gia cuộc chiến tranh của La Mã chống lại Carthage trong Chiến tranh Punic lần thứ hai. Tại một số điểm, ông được cho là đã hứa với cha ông rằng ông sẽ tiếp tục cuộc chiến tranh chống lại Carthage suốt đời mình, cho thấy sự cống hiến tương tự như của kẻ thù của mình, Hannibal. Scipio trẻ tuổi đã sống sót sau một loạt các cuộc chiến thảm khốc tại Ticinus, Trebia, và Cannae. Theo Polybius, ông đã cứu mạng cha mình khi ông 18 tuổi, bởi "một cuộc đột kích vào vòng vây của kẻ thù một cách phi thường một mình với sự liều lĩnh " trong trận Ticinus. cha vợ của Scipio là Lucius Aemilius Paullus đã bị giết chết trong năm 216 TCN, tại trận Cannae. Mặc dù có những thất bại dưới tay của người Carthage, Scipio vẫn tập trung vào việc đảm bảo La Mã chiến thắng. Scipio đã không bao giờ nhìn thấy một lực lượng La Mã bị đánh bại.
Khi nghe Lucius Caecilius Metellus và các chính khách khác đang chuẩn bị cầu hòa, Scipio tập hợp những người theo ông và xông vào cuộc họp, tại thời điểm quyết định ông đã buộc tất cả các mặt phải thề rằng họ sẽ tiếp tục phục vụ trung thành với Roma.
Ông cũng được cho là có tham khảo ý kiến, hoặc ít nhất là thông báo cho mẹ mình trước khi quyết định để chạy đua vào chức quan coi quốc khố, cách đơn giản mà hầu hết mọi người đã tham gia vào viện nguyên lão. Scipio chạy đua vào chức vụ này ở tuổi 24 và ông đã giữ chức vụ này năm 211 trước Công nguyên sau đó ông nắm quyền chỉ huy quân đội ở Hispania nơi ông đã tìm thấy kẻ thù ở phía tây của sông Ebro .

### Chiến dịch ở Hispania
Năm 211 trước Công Nguyên, cả người cha của Scipio, Publius Scipio, và người chú của ông, Gnaeus Cornelius Scipio Calvus, đã tử trận trong cuộc chiến chống lại em trai của Hannibal, Hasdrubal Barca. Trong năm sau, Scipio tự nguyện nhận chức chỉ huy của đội quân mới mà người La Mã quyết định phái đến Hispania. Mặc dù ông còn trẻ tuổi, phong thái cao quý và sự nhiệt tình của ông đã tạo nên một ấn tượng tuyệt vời giúp cho ông được nhất trí lựa chọn làm quan tổng trấn ở đó. Theo Livy, Scipio là người duy nhất đủ can đảm để chấp nhận chức vụ này, và không có ứng cử viên khác muốn nhận trách nhiệm, họ đều coi đây là một án tử hình. Vào năm Scipio đến Hispania (năm 210 TCN), tất cả các khu vực của Hispania ở phía Nam sông Ebro đều nằm dưới sự kiểm soát bởi Carthage. Những người em của Hannibal, Hasdrubal và Mago, và Hasdrubal Gisco là các tướng lãnh của quân Carthage ở Hispania. Người Carthage cũng đang bận rộn với một cuộc nổi dậy ở châu Phi.
Scipio đã đổ bộ tại cửa sông Ebro và đã có thể tạo ra sự bất ngờ, sau đó ông đã chiếm được Tân Carthago (Carthage Nova), trung tâm quyền lực của người Carthage ở Hispania. Ông cũng đã có được một trí nhớ phong phú đối với những vật tư chiến tranh và kho tàng, và cảng tốt và các căn cứ cho chiến dịch. Những hành nhân đạo đối với tù nhân và con tin ở Hispania của Scipio khiến những người La Mã đóng vai là quân giải phóng trái ngược với những kẻ chinh phục. Livy kể câu chuyện về việc bắt giữ một phụ nữ xinh đẹp bởi quân đội của ông, bà đã bị đem dâng cho Scipio như là một chiến lợi phẩm trong chiến tranh. Scipio đã ngạc nhiên bởi vẻ đẹp của bà, nhưng phát hiện ra rằng người phụ nữ đã đính ước với một thủ lĩnh người Celtiberia tên là Allucius. Ông đã trả bà lại cho người chồng chưa cưới của bà, cùng với số tiền đã được nộp bởi cha mẹ bà để chuộc bà. Trong khi Scipio được biết đến với tinh thần cao thượng tuyệt vời của mình, Scipio đã không nghi ngờ gì nhưng cũng nhận ra rằng ưu tiên hàng đầu của viện nguyên lão là cuộc chiến tranh tại Ý, và ở giữa các căn cứ của Carthage ở Hispania, ông có quá ít sự trợ giúp. Điều tối quan trọng là Scipio đã hợp tác với những thủ lĩnh địa phương để giúp cho cả hai và củng cố đội quân nhỏ bé của mình. Vị hôn phu của người phụ nữ kia đã tự nguyện mang bộ lạc của mình tới hỗ trợ cho quân La Mã.
Năm 209 trước Công nguyên, Scipio đã đánh đuổi Hasdrubal Barca khỏi vị trí của ông ta tại Baecula ở thượng nguồn sông Guadalquivir. Scipio đã sợ rằng quân đội của Mago và Gisco sẽ tiến vào chiến trường và bao vây đội quân nhỏ của mình. Mục tiêu của Scipio đã đạt được, do đo giúp ông nhanh chóng loại bỏ một đội quân và dễ dàng đối phó với hai người kia. Trận chiến được quyết định bởi một cuộc đột kích của bộ binh La Mã vào trung quân của người Carthage.
Hasdrubal đã không nhận thấy lực lượng kị binh dự bị của Scipio ẩn phía sau hàng ngũ của kẻ thù, và một lực lượng kỵ binh La Mã đã đột kích tạo ra một sự bao bọc đôi ở cả hai bên cánh dưới quyền của vị chỉ huy kỵ binh Gaius Laelius và chính bản thân Scipio. Điều này đã phá vỡ phía sau lưng của quân đội Hasdrubal và đánh tan lực lượng của ông ta - một chiến công ấn tượng của vị tướng La Mã trẻ tuổi so với vị tướng Carthage kì cựu. Mặc dù là một chiến thắng cho La Mã, Scipio đã không thể cản trở việc quân Carthage tiếp tục tiến đến Ý.
Sau khi giành chiến thắng trước một số tù trưởng Hispania(cụ thể là Indibilis và Mandonius), Scipio đã giành được một chiến thắng quyết định trong năm 206 TCN trước toàn bộ binh lực của người Carthage tại Ilipa (nay là thành phố Alcalá del Río, gần Hispalis, bây giờ gọi là Seville), kết quả là sự rút bỏ khỏi Hispania của các tướng lĩnh Punic.
Sau những thành công nhanh chóng của mình trong việc chinh phục Hispania, và với ý tưởng về một cuộc tấn công trực diện vào Carthage ở châu Phi, Scipio đã có chuyến thăm ngắn tới chỗ những ông hoàng Numidia, Syphax và Massinissa. Numidia có tầm quan trọng sống còn đối với Carthage, cung cấp cả lính đánh thuê và lực lượng đồng minh. Ngoài việc cung cấp kỵ binh Numidia (xem trận Cannae), Numidia còn đóng vai trò như một vùng đệm cho Carthage. Scipio đã cố gắng để giành được sự hỗ trợ từ cả Syphax và Massinissa. Syphax sau đó thay đổi quyết định của mình, ông ta kết hôn với một phụ nữ quý tộc xinh đẹp người Carthage, Sophonisba, con gái của Hadrusbal, con trai Gisco, và chiến đấu bên cạnh người cha vợ Carthage của mình chống lại Massinissa và Scipio ở châu Phi.
Khi trở về Hispania, Scipio đã dập tắt một cuộc binh biến nổ ra tại Sucro trong quân đội của mình. Trong khi đó, Hasdrubal, em trai của Hannibal đã hành quân tới Ý, và trong năm 206 TCN, bản thân Scipio đã củng cố vững chắc sự chiếm đóng của người La Mã ở Hispania bằng việc chiếm Gades, sau đó ông trao lại quyền chỉ huy của mình và quay trở lại Rome.

## Chiến dịch châu Phi
Năm 205 trước Công nguyên, Scipio đã được nhất trí bầu làm chấp chính quan ở tuổi 31. Scipio đã có ý định đến châu Phi, nhưng một số người trong viện nguyên lão đã ghen tị với ông và chỉ cho phép ông đi đến Sicilia và không giao cho ông bất cứ một đội quân nào. Mặc dù vậy, Scipio bắt đầu xây dựng một đội quân tình nguyện khi ông ở Sicilia.
Vào thời gian này, những hoạt động của Hannibal đã bị giới hạn ở mỏm phía tây nam của Ý. Chính vì lý do đó, Scipio đã muốn tiến hành một cuộc chiến ở châu Phi, và danh tiếng tuyệt vời của ông đã giúp ông thu hút một số lượng đáng kể những chiến binh tình nguyện từ tất cả các vùng của Ý. Điều thú vị ở chỗ, trong số những lính tình nguyện lại có những người đã sống sót sau thất bại đáng xấu hổ ở trận Cannae, họ mong muốn được một lần nữa chứng minh giá trị của họ như những người lính. Scipio sau đó đã biến Sicilia trở thành một trại huấn luyện cho quân đội của mình.
Scipio nhận ra rằng người Carthage, và đặc biệt là sự vượt trội của kị binh Numidia sẽ là yếu tố quyết định trong việc chống lại phần lớn lực lượng bộ binh của các quân đoàn La Mã. Ngoài ra, một phần lớn kỵ binh của La Mã là những đồng minh có lòng trung thành đáng ngờ, hoặc là những equites quý tộc không muốn bản thân mình trở thành một lính bộ binh thấp kém. Một giai thoại kể về cách Scipio bắt hàng trăm nhà quý tộc Sicilia đi lính để tạo ra một lực lượng kỵ binh. Người Sicilia hầu hết đều phản đối với tình trạng nô lệ dưới sự chiếm đóng của nước ngoài (Sicilia nằm dưới sự kiểm soát của người La Mã kể từ sau Chiến tranh Punic lần thứ nhất), và họ đã phản đối mạnh mẽ. Scipio đã chấp thuận miễn trừ việc đi lính cho họ miễn là họ trả tiền cho một con ngựa, trang bị, và một kị sĩ thay thế cho quân đội La Mã.